# La costilla de Adán
La costilla de Adán (Adam's Rib) es una película estadounidense de 1949 dirigida por George Cukor y con Katharine Hepburn y Spencer Tracy como actores principales. El título de trabajo de la película fue Man and Wife. Forma parte del AFI's 10 Top 10 en la categoría "Comedia romántica". En 1992, la película fue seleccionada para su conservación en el Registro Cinematográfico Nacional de Estados Unidos por la Biblioteca del Congreso por ser «cultural, histórica o estéticamente significativa».

## Argumento
La trama comienza con una mujer llamada Doris Attinger que sigue a su marido con una pistola en Manhattan, sospechando que tiene una aventura con otra mujer. En su furia, dispara alocadamente y a ciegas por toda la habitación y contra la pareja varias veces; una de las balas alcanza a su marido en el hombro y la amante escapa ilesa.
A la mañana siguiente, la pareja de abogados Adam y Amanda Bonner leen el incidente en el periódico. Adam es asistente del fiscal de distrito, mientras que Amanda es abogada defensora en solitario. Mientras él cree que Doris debe pagar por el intento de asesinato, ella simpatiza con Doris al señalar el doble rasero que existe para hombres y mujeres en lo que respecta al adulterio. Cuando Adam llega al trabajo, se entera de que le han asignado la tarea de procesar el caso. Cuando Amanda se entera, busca a Doris y se convierte en su abogada defensora.
Amanda basa su caso en la creencia de que ambos sexos deben ser tratados iguales, y argumentó que Doris se vio obligada a estar en esa situación por el adulterio y el abuso emocional y físico de su marido. Adam cree que su esposa está mostrando desprecio por la ley, ya que nunca debería haber excusa alguna para un comportamiento así. La tensión aumenta cada vez más en casa mientras los dos se enfrentan en el tribunal. La situación llega a un punto crítico cuando Adam se siente humillado durante el juicio cuando Amanda anima a una de sus testigos, una mujer levantadora de pesas, a que lo levante por encima de la cabeza. Más tarde en casa esa noche, un Adam todavía enojado le da una reprimenda a Amanda. Después de hacer las maletas, sale furioso de su apartamento. Cuando se emite el veredicto, la petición de Amanda al jurado de juzgar este caso resulta exitosa, y Doris es absuelta.
Esa noche, Adam, que ha abandonado su apartamento del piso superior, mira por la ventana y ve las siluetas de su esposa Amanda y su vecino Kip Lurie, un popular cantante, compositor y pianista que ha mostrado un gran interés por Amanda desde el principio y se ha burlado de Adam en repetidas ocasiones, mientras los dos parecen estar bailando y bebiendo juntos. Adam irrumpe en el apartamento enfurecido, apuntándoles con un arma. Amanda está horrorizada y le dice a Adam: «No tienes derecho a hacer esto, ¡nadie lo tiene!». Adam siente que ha demostrado su punto sobre la injusticia de la línea de defensa de Amanda. Se pone el arma en la boca, mientras Amanda y Kip gritan aterrorizados. Entonces Adam muerde un gran trozo del arma y lo mastica, que está hecho de regaliz. Amanda está furiosa con esta broma y se produce una pelea a tres bandas.
En medio de un divorcio, Adam y Amanda se reúnen a regañadientes con su asesor fiscal. Mientras repasan sus gastos del año, hablan de su relación en tiempo pasado. Hablan de la granja que poseen y recuerdan haber quemado la hipoteca. Sorprendida y conmovida, Amanda saca con cuidado a su marido sollozante de la oficina y lo lleva a la granja. Esa noche, Adam anuncia que ha sido seleccionado como el candidato republicano a juez del Tribunal del Condado. Amanda bromea sobre postularse para el puesto como candidata demócrata. Adam dice que lo haría llorar y demuestra lo fácil que es derramar lágrimas, comentando que los hombres también pueden usar lágrimas de cocodrilo para manipular a la gente. Amanda dice que realmente no hay ninguna diferencia entre los sexos mientras Adam salta a la cama y cierra las cortinas, exclamando lo contrario.

## Reparto
- Spencer Tracy como Adam Bonner
- Katharine Hepburn como Amanda Bonner
- Judy Holliday como Doris Attinger
- Tom Ewell como Warren Attinger
- David Wayne como Kip Lurie
- Jean Hagen como Beryl Caighn
- Hope Emerson como Olympia La Pere
- Eve March como Grace

## Estreno
- Estreno en los Estados Unidos: 18 de noviembre de 1949.

- Estreno en España: 28 de septiembre de 1950.

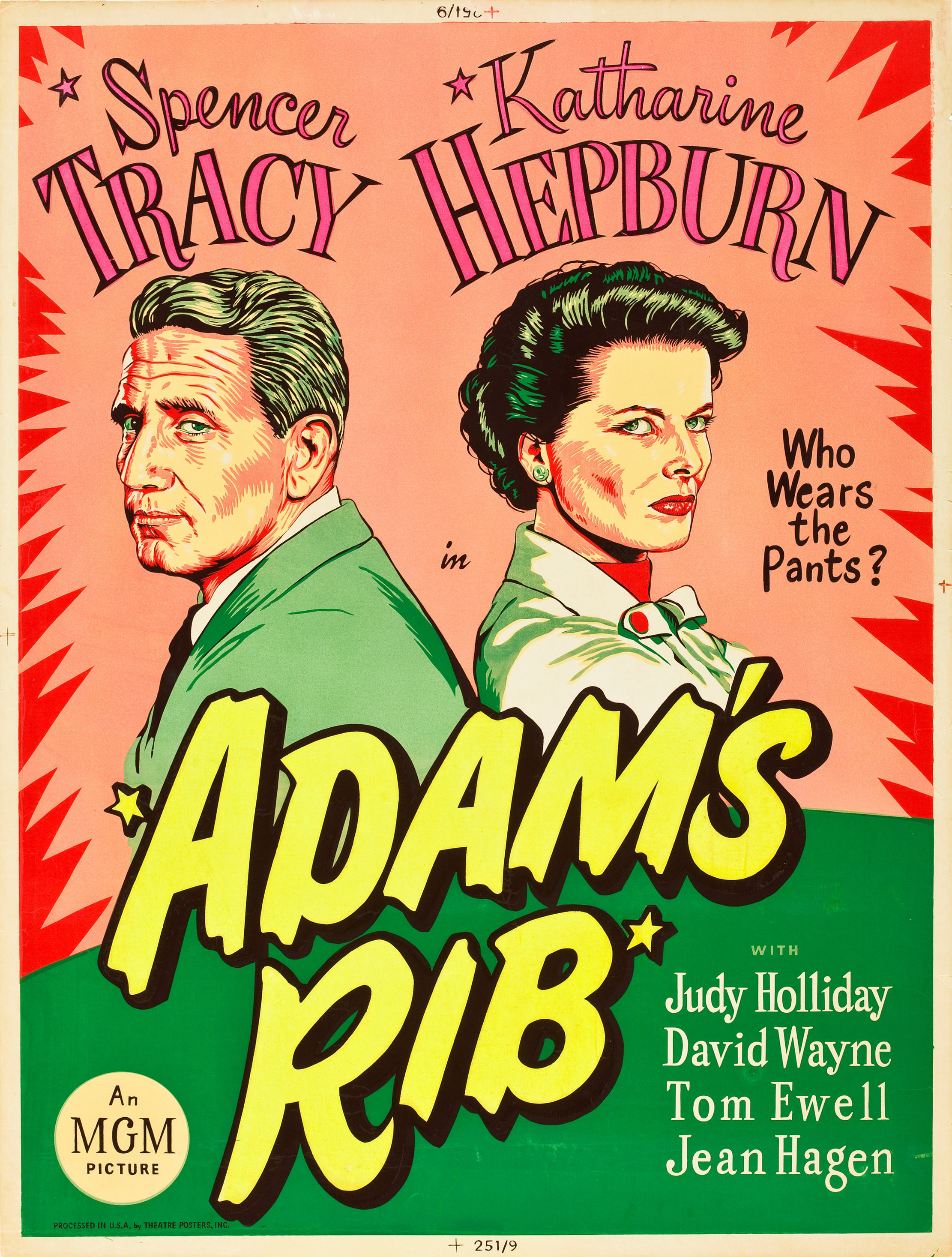
Cartel teatral alternativo.

## Premios y candidaturas
- Candidata al Oscar al mejor guion original: Ruth Gordon y Garson Kanin. También fueron candidatos al Premio WGA del Gremio de Escritores de América a la mejor comedia.

- Candidata al Globo de Oro a la mejor actriz de reparto: Judy Holliday.